# Blood of Tyrants
Blood of Tyrants – ósmy album studyjny speed metalowego zespołu Exciter wydany 10 lipca 2000 roku przez wytwórnię Osmose Productions.

## Lista utworów
1. „Metal Crusaders” – 4:12
2. „Rule with an Iron Fist” – 3:48
3. „Intruders” – 3:24
4. „Predator” – 3:22
5. „Martial Law” – 3:11
6. „War Cry” – 3:34
7. „Brutal Warning” – 3:51
8. „Weapons of Mass Destruction” – 3:00
9. „Blood of Tyrants” – 3:11
10. „Violator” – 3:52

## Twórcy
| Exciter w składzie - Jacques Bélanger – wokal - John Ricci – gitara - Marc Charron – gitara basowa - Rik Charron – perkusja | Personel - Manfred Leidecker – producent - Brian Sim – producent |